# Festival Internacional de Cinema de Tóquio
O Festival Internacional de Cinema de Tóquio (東京国際映画祭, Tōkyōkokusaieigasai) (TIFF, em inglês:  Tokyo International Film Festival é um festival de cinema criado em 1985. O evento era realizado duas vezes por ano, entre 1985 até 1991. O Festival Internacional de Cinema de Xangai é um de seus concorrentes na Ásia, e somente o festival do Japão é credenciado pela Federação Internacional de Associações de Produtores Cinematográficos.
Os prémios distribuídos durante o festival foram mudados ao longo de sua existência, mas o Tokyo Sakura Grand Prix, entregue ao melhor filme, foi mantido como o prémio principal. Outros prémios que foram dados regularmente incluem o Prémio do Júri e os Prémios especiais de Melhor Ator, Melhor Atriz e Melhor Realizador.
Nos últimos anos, os eventos principais do festival foram realizados mais de uma semana no final de outubro, para o desenvolvimento de Roppongi Hills. Os eventos incluem exibições ao ar livre, dobragem e aparições de atores, para além de seminários e simpósios relacionados com o mercado de cinema.

## Ganhadores do Tokyo Sakura Grand Prix
| Ano  | Filme                                | Realizador/Diretor              | País de origem                  |
| ---- | ------------------------------------ | ------------------------------- | ------------------------------- |
| 1985 | Typhoon Club                         | Shinji Sōmai                    | Japão                           |
| 1987 | Old Well                             | Wu Tianming                     | China                           |
| 1989 | Đavolji raj - ono ljeto bijelih ruža | Rajko Grlić                     | Jugoslávia                      |
| 1991 | City of Hope                         | John Sayles                     | Estados Unidos                  |
| 1992 | White Badge                          | Chung Ji-young                  | Coreia do Sul                   |
| 1993 | The Blue Kite                        | Tian Zhuangzhuang               | China                           |
| 1994 | The Day the Sun Turned Cold          | Yim Ho                          | Hong Kong                       |
| 1995 | Não houve premiação                  |                                 |                                 |
| 1996 | Kolja                                | Jan Svěrák                      | República Checa                 |
| 1997 | Savršeni krug Jenseits der Stille    | Ademir Kenovic Caroline Link    | Bósnia e Herzegovina · Alemanha |
| 1998 | Abre los ojos                        | Alejandro Amenábar              | Espanha                         |
| 1999 | Darkness and Light                   | Chang Tso-chi                   | Taiwan                          |
| 2000 | Amores perros                        | Alejandro González Iñárritu     | México                          |
| 2001 | Parullat                             | Gjergj Xhuvani                  | Albânia                         |
| 2002 | Broken Wings                         | Nir Bergman                     | Israel                          |
| 2003 | Nuan                                 | Huo Jianqi                      | China                           |
| 2004 | Whisky                               | Juan Pablo Rebella              | Uruguai                         |
| 2005 | What the Snow Brings                 | Kichitaro Negishi               | Japão                           |
| 2006 | OSS 117 : Le Caire, nid d'espions    | Michel Hazanavicius             | França                          |
| 2007 | Bikur Ha-Tizmoret                    | Eran Kolirin                    | Israel                          |
| 2008 | Tulpan                               | Sergey Dvortsevoy               | Cazaquistão                     |
| 2009 | Eastern Plays                        | Kamen Kalev                     | Bulgária                        |
| 2010 | Intimate Grammar                     | Nir Bergman                     | Israel                          |
| 2011 | Intouchables                         | Olivier Nakache e Éric Toledano | França                          |
| 2012 | Le Fils de l'Autre                   | Lorraine Lévy                   | França                          |
| 2013 | Vi är bäst!                          | Lukas Moodysson                 | Suécia                          |
| 2014 | Heaven Knows What                    | Joshua Safdie e Ben Safdie      | Estados Unidos                  |

## Prémio de Melhor Realizador
- 2002 - Carlo Rola, Sass
- 2003 - Chris Valentien, Santa Smokes
- 2004 - Chan-sang Lim, The President's Barber
- 2005 - Kichitaro Negishi, What the Snow Brings
- 2006 - Jonathan Dayton e Valerie Faris, Little Miss Sunshine
- 2007 - Peter Howitt, Dangerous Parking
- 2008 - Sergey Dvortsevoy, Tulpan
- 2009 - Kamen Kalev, Eastern Plays
- 2010 - Nir Bergman, Intimate Grammar
- 2011 - Ruben Östlund, Play
- 2012 - Lorraine Lévy, The Other Son
- 2013 - Benedikt Erlingsson, Hross í oss
- 2014 - Joshua Safdie e Ben Safdie, Heaven Knows What

## Prémio de Melhor Ator
- 2014 - Robert Więckiewicz, Pod mocnym aniolem

## Prémio de Melhor Atriz
- 1987 - Rachel Ward, The Umbrella Woman
- 1991 - Zhao Lirong, The Spring Festival
- 1994 - Debra Winger, A Dangerous Woman
- 1995 - Yasuko Tomita, The Christ of Nanjing
- 2004 - Mirella Pascual, Whisky
- 2005 - Helena Bonham Carter, Conversations with Other Women
- 2006 - Abigail Breslin, Little Miss Sunshine
- 2007 - Shefali Shah, Gandhi, My Father
- 2008 - Félicité Wouassi, Aide-toi, le ciel t'aidera
- 2009 - Julie Gayet, Eight Times Up
- 2010 - Fan Bing Bing, Buddha Mountain
- 2011 - Glenn Close, Albert Nobbs
- 2012 - Neslihan Atagül, Araf - Somewhere in Between
- 2013 - Eugene Domingo, Barber's Tales
- 2014 - Rie Miyazawa,  Pale Moon

## Prémio Especial do Júri
- 2014 - Urok,  Kristina Grozeva e Petar Valchanov

## Prémio de Melhor Contribuição Artística
- 2014 - Ispytanie,  Aleksandr Kott

## Prémio de Audiência
- 2014 - Pale Moon,  Daihachi Yoshida

## Prémio de Melhor Filme Asiático
- 2014 - Bedone marz,  Amirhossein Asgari

## Prémio de Melhor Imagem do Cinema do Japão
- 2014 - Hyakuen no koi,  Masaharu Take